# La jena di Londra
La jena di Londra è un film del 1964 diretto da Gino Mangini (con lo pseudonimo di Henry Wilson).

## Trama
Un noto serial killer chiamato La iena viene catturato, condannato a morte e impiccato. Tuttavia, il suo corpo scompare prima che possa essere sepolto, e subito dopo i cadaveri iniziano a comparire in un piccolo villaggio.